# San Martín (El Salvador)
San Martín is een stad en gemeente in het Salvadoraanse departement San Salvador. Er zijn 100.000 inwoners.